# Щукин, Александр Владимирович
Александр Владимирович Щукин (19 января 1946, Вена, Австрия — 18 августа 1988, Жуковский, Московская область) — советский лётчик-испытатель 1-го класса, кандидат в космонавты.

## Биография
Родился 19 января 1946 года в городе Вена. Родители происходят из деревни Хизов, ныне Кормянского района Гомельской области. Детство и юность провел в городах Петропавловск-Камчатский, Краснодар и Ленинград. Работал слесарем-монтажником, электрослесарем. В 1966 — радиомеханик Краснодарского авиаотряда.
В армии с 1966. В 1970 окончил Качинское ВВАУЛ. Служил в строевых частях ВВС. С 1976 — в запасе. В 1977 окончил Школу летчиков-испытателей, в 1980 — Московский авиационный институт.
С июня 1977 — на лётно-испытательной работе в ЛИИ.
Провел ряд испытательных работ на самолетах-истребителях по тематике института. Участвовал в испытаниях БТС-002 (1986—1987).
В 1980 окончил Центр подготовки космонавтов. С 1981 — космонавт-испытатель ОКПИ. Прошел подготовку по программе «Буран», в ходе которой проводил отработку системы ручного управления «Бурана».
Александр Владимирович жил в городе Жуковский Московской области, он погиб 18 августа 1988 года во время подготовки к празднику на спортивном самолёте Су-26М. При выполнении тренировки по выполнению штопора, по свидетельству очевидцев, Щукин сорвался в перевернутый штопор на высоте около 1000 м, некоторое время штопорил на спине, затем вывел самолет из перевернутого штопора, но вошёл в обычный, из которого не вышел — высоты не хватило.

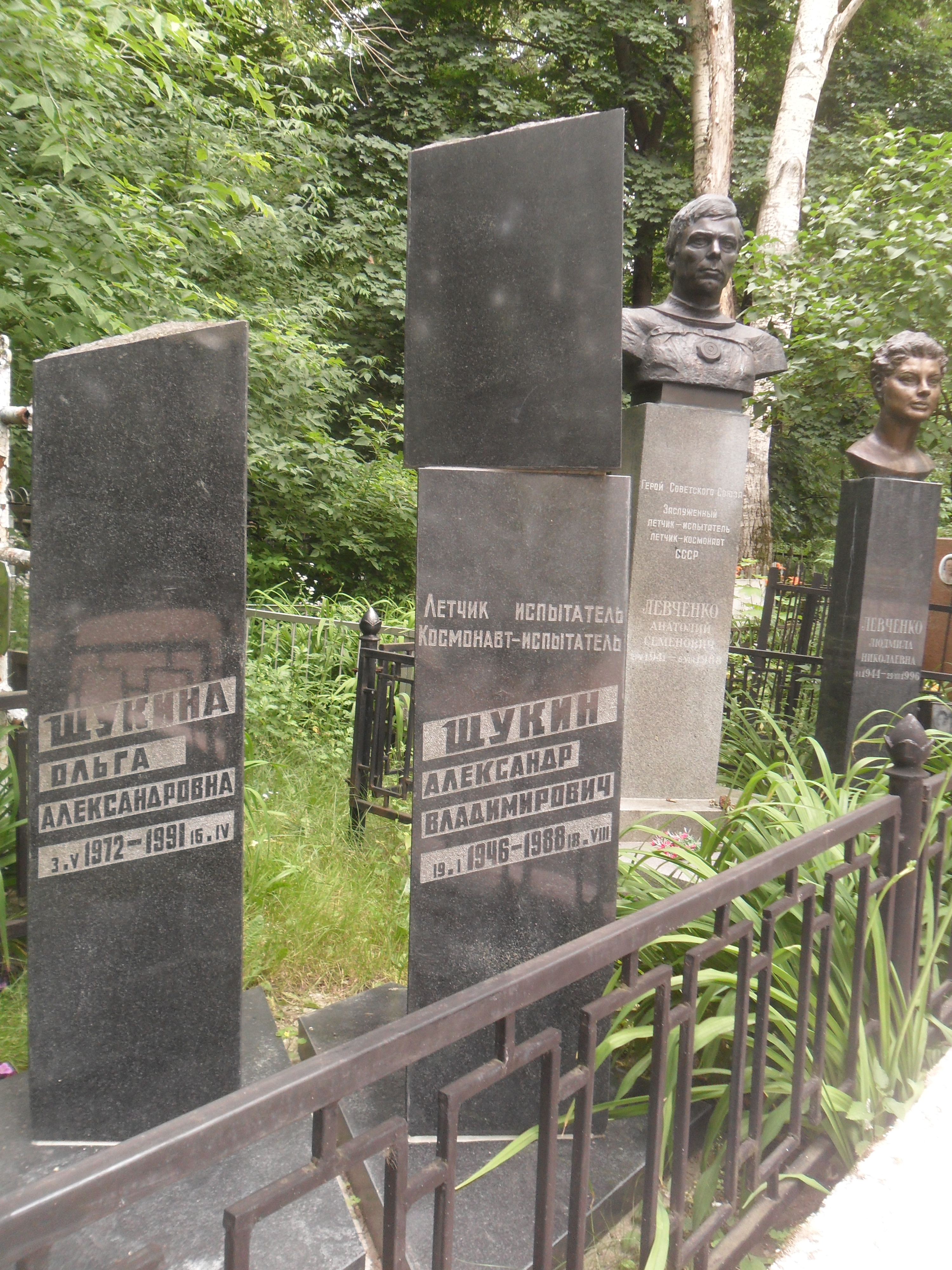
Могила Щукина на Быковском кладбище Жуковского

Похоронен в Жуковском на Быковском кладбище.